# Alleyrac
Alleyrac là một xã thuộc tỉnh Haute-Loire nam trung bộ nước Pháp. Xã Alleyrac nằm ở khu vực có độ cao trung bình 1095 mét trên mực nước biển.